# Charly
Charly је други сингл британског бенда The Prodigy. Прво издање појавило се у облику 7" винил плоче у августу 1991. године. На песми се појављује семпл и британске дечје серије Чарли каже (Charley Says). Лијам Хаулет је примио тужбу због неауторизованог коришћења семпла, али је добио случај против својих тужитеља. Иако је сингл био веома успешан, бенд је критикован јер је инспирисао појаву плагијата који су такође користили семплове из дечјих серија, укључујући Sesame's Treet групе E's и A Trip to Trumpton групе Urban Hype.
Видео-спот за песму је режирао Расел Кертис (Russell Curtis). У споту се појављује снимљени материјал из серије Чарли каже.

## Списак песама
Имајте у виду да доње листе не укључују целокупну колекцију издања, већ само најпознатија.

### XL Recordings

#### 7" винил плоча
A. Charly (Alley Cat Mix 7" Edit) (3:38)
B. Charly (Original Mix) (3:56)

#### CD сингл и 12" винил плоча
1. Charly (Original mix) (3:56)
2. Pandemonium (4:25)
3. Your Love (6:00)
4. Charly (Alley Cat mix) (5:27)

### Elektra

#### 12" винил плоча
A1. Charly (Beltram says mix) (5:27) (remixed by Joey Beltram)
A2. Charly (Alley Cat mix) (5:27)
AA1. Everybody in the Place (Dance Hall version) (5:33) (remixed by Moby)
AA2. Everybody in the Place (Fairground mix) (5:08)

#### CD сингл
1. Charly (Beltram says mix) (5:27) (remixed by Joey Beltram)
2. Charly (Alley Cat mix) (5:27)
3. Everybody in the Place (Dance Hall version) (5:33) (remixed by Moby)
4. Everybody in the Place (Fairground mix) (5:08)
5. Your Love (The Original Excursion) (6:00)
6. G-Force (Part 1) (5:18)

### Остали извори/ верзије
Charly (Trip into Drum and Bass Version) (5:12) -- на албуму The Prodigy Experience